# Georgien beim Eurovision Young Musicians
Übertragende Rundfunkanstalt

Erste Teilnahme
2012
Bisher letzte Teilnahme
2012
Anzahl der Teilnahmen
1
Höchste Platzierung
k. A.
Dieser Artikel befasst sich mit der Geschichte Georgiens als Teilnehmer des Wettbewerbs Eurovision Young Musicians.

## Regelmäßigkeit der Teilnahme und Erfolg im Wettbewerb
Georgien nahm bisher einmal am Eurovision Young Musicians teil. 2012 wurde die Cellistin Lisi Ramischwili zum Wettbewerb entsandt, allerdings schied sie bereits im Halbfinale aus.
Der zuständige Sender GPB hat seit dem keine weitere Teilnahme am Wettbewerb angestrebt.

## Liste der Beiträge
Farblegende: – 1. Platz. – 2. Platz. – 3. Platz. – ausgeschieden im Halbfinale/in der Qualifikation. – keine Teilnahme/nicht qualifiziert.
| Jahr                          | Interpret                | Instrument               | Stücke | Platz Finale             | Platz Halbfinale         | Nationale Vorentscheidung |
| ----------------------------- | ------------------------ | ------------------------ | --- | ------------------------ | ------------------------ | ------------------------- |
| 2012                          | Lisi Ramischwili         | Cello                    | Largo von Francesco Maria Veracini Variations on One String von Niccolò Paganini Flight of the Bumblebee von Nikolai Andrejewitsch Rimski-Korsakow | ausgeschieden            | k. A. / 8                |                           |
| 2014 2016 2018 2020 2022 2024 | Auf Teilnahme verzichtet | Auf Teilnahme verzichtet | Auf Teilnahme verzichtet | Auf Teilnahme verzichtet | Auf Teilnahme verzichtet | Auf Teilnahme verzichtet  |